# UEFA Europa League 2013–14
UEFA Europa League 2013–14 là giải đấu cao thứ nhì lần thứ 43 cho các câu lạc bộ châu Âu do UEFA tổ chức, và là mùa giải thứ ba kể từ khi UEFA Cup được đổi tên thành UEFA Europa League.
Trận chung kết của mùa giải sẽ được tổ chức tại sân vận động của Juventus ở Torino, Ý.Chelsea là nhà đương kim vô địch, nhưng vì đã chơi ở UEFA Champions League 2013-14 nên nếu Chelsea đứng ở vị trí thứ ba trở xuống ở vòng bảng mới có cơ hội bảo vệ chức vô địch.

## Phân bổ đội bóng tham dự
Có tất cả 194 đội tham dự mùa giải 2013-14,đến từ 53 hiệp hội bóng đá quốc gia của UEFA.Số đội bóng được tham dự ở mỗi quốc gia được dựa vào bảng tính điểm của UEFA:
- Hiệp hội xếp từ vị trí 1-6 có 3 đội tham dự
- Hiệp hội xếp từ vị trí 7-9 có 4 đội tham dự
- Hiệp hội xếp từ vị trí 10-51 (ngoại trừ Liechtenstein) có 3 đội tham dự
- Hiệp hội xếp từ vị trí 52-53 có 2 đội tham dự
- Liechtenstein chỉ có 1 đội tham dự
- Top 3 đội Fair play của UEFA 2012-13 được tăng thêm 1 đội
- Hơn nữa,những đội bị loại ở vòng loại thứ ba của UEFA Champions League sẽ xuống chơi vòng loại trực tiếp,còn những đội bị loại ở vòng cuối cùng xuống chơi vòng bảng.

### Xếp hạng
Dựa vào bảng xếp hạng sẽ quyết định số đội bóng mỗi hiệp hội được tham gia.
| Xếp hạng | Hiệp hội    | Điểm   | Số đội tham dự | Ghi chú |
| -------- | ----------- | ------ | -------------- | ------- |
| 1        | Anh         | 84.410 | 3              |         |
| 2        | Tây Ban Nha | 84.186 | 3              |         |
| 3        | Đức         | 75.186 | 3              |         |
| 4        | Ý           | 59.981 | 3              |         |
| 5        | Bồ Đào Nha  | 55.346 | 3              |         |
| 6        | Pháp        | 54.178 | 3              |         |
| 7        | Nga         | 47.832 | 4              |         |
| 8        | Hà Lan      | 45.515 | 4              |         |
| 9        | Ukraina     | 45.133 | 4              |         |
| 10       | Hy Lạp      | 37.100 | 3              | +1(UCL) |
| 11       | Thổ Nhĩ Kỳ  | 34.050 | 3              |         |
| 12       | Bỉ          | 32.400 | 3              | +1(UCL) |
| 13       | Đan Mạch    | 27.525 | 3              | +1(UCL) |
| 14       | Thụy Sĩ     | 26.800 | 3              | +1(UCL) |
| 15       | Áo          | 26.325 | 3              | +1(UCL) |
| 16       | Síp         | 25.499 | 3              | +1(UCL) |
| 17       | Israel      | 22.000 | 3              | +1(UCL) |
| 18       | Scotland    | 21.141 | 3              |         |
| 19       | CH Séc      | 20.350 | 3              |         |

| Xếp hạng | Hiệp hội             | Điểm   | Số đội tham dự | Ghi chú        |
| -------- | -------------------- | ------ | -------------- | -------------- |
| 20       | Ba Lan               | 19.916 | 3              |                |
| 21       | Croatia              | 18.874 | 3              |                |
| 22       | România              | 18.824 | 3              |                |
| 23       | Belarus              | 18.208 | 3              |                |
| 24       | Thụy Điển            | 15.900 | 3              | +1(FP) +1(UCL) |
| 25       | Slovakia             | 14.874 | 3              |                |
| 26       | Na Uy                | 14.675 | 3              | +1(FP) +1(UCL) |
| 27       | Serbia               | 14.250 | 3              | +1(UCL)        |
| 28       | Bulgaria             | 14.250 | 3              |                |
| 29       | Hungary              | 9.750  | 3              |                |
| 30       | Phần Lan             | 9.133  | 3              | +1(FP)         |
| 31       | Gruzia               | 8.666  | 3              | +1(UCL)        |
| 32       | Bosna và Hercegovina | 8.416  | 3              |                |
| 33       | Cộng hòa Ireland     | 7.375  | 3              |                |
| 34       | Slovenia             | 7.124  | 3              |                |
| 35       | Litva                | 6.875  | 3              |                |
| 36       | Moldova              | 6.749  | 3              | +1(UCL)        |

| Xếp hạng | Hiệp hội       | Điểm  | Số đội tham dự | Ghi chú |
| -------- | -------------- | ----- | -------------- | ------- |
| 37       | Azerbaijan     | 6.207 | 3              |         |
| 38       | Latvia         | 5.874 | 3              |         |
| 39       | Macedonia      | 5.666 | 3              |         |
| 40       | Kazakhstan     | 5.333 | 3              |         |
| 41       | Iceland        | 5.332 | 3              | +1(UCL) |
| 42       | Montenegro     | 4.375 | 3              |         |
| 43       | Liechtenstein  | 4.000 | 1              |         |
| 44       | Albania        | 3.916 | 3              | +1(UCL) |
| 45       | Malta          | 3.083 | 3              |         |
| 46       | Wales          | 2.749 | 3              |         |
| 47       | Estonia        | 2.666 | 3              | +1(UCL) |
| 48       | Bắc Ireland    | 2.583 | 3              |         |
| 49       | Luxembourg     | 2.333 | 3              |         |
| 50       | Armenia        | 2.208 | 3              |         |
| 51       | Quần đảo Faroe | 1.416 | 3              |         |
| 52       | Andorra        | 1.000 | 2              |         |
| 53       | San Marino     | 0.916 | 2              |         |
| 54       | Gibraltar      | 0.000 | 0              |         |

Chú thích:
- UCL:Thêm đội từ UEFA Champions League
- FP:Thêm đội vì trong top FairPlay của UEFA